# József Szabó
József Szabó (n. 10 martie 1969, Budapesta, Republica Populară Ungară) este un înotător ce a reprezentat Ungaria, medaliat olimpic. A participat la o ediție a Jocurilor Olimpice (1988) în care a câștigat o medalie de aur.

## Participări
Lista de mai jos prezintă principalele competiții la care a participat József Szabó de-a lungul carierei.
- swimming at the 1988 Summer Olympics – men's 200 metre breaststroke[*]